# 七嶋舞
七嶋 舞（ななしま まい、2000年9月2日 - ）は、日本のAV女優。事務所はアローズ、リスタープロを経てティーパワーズ所属。

## 略歴
2021年6月、プレステージ専属女優としてAVデビュー。所属事務所はアローズ。
2022年10月17日週FANZAレンタルフロアランキングにおいて『学校で1番可愛い教え子に射精管理されています。ドSJ●に毎日弄ばれる担任教師 七嶋舞』が1位を記録。
2023年10月15日より、リスタープロへ事務所を移籍。

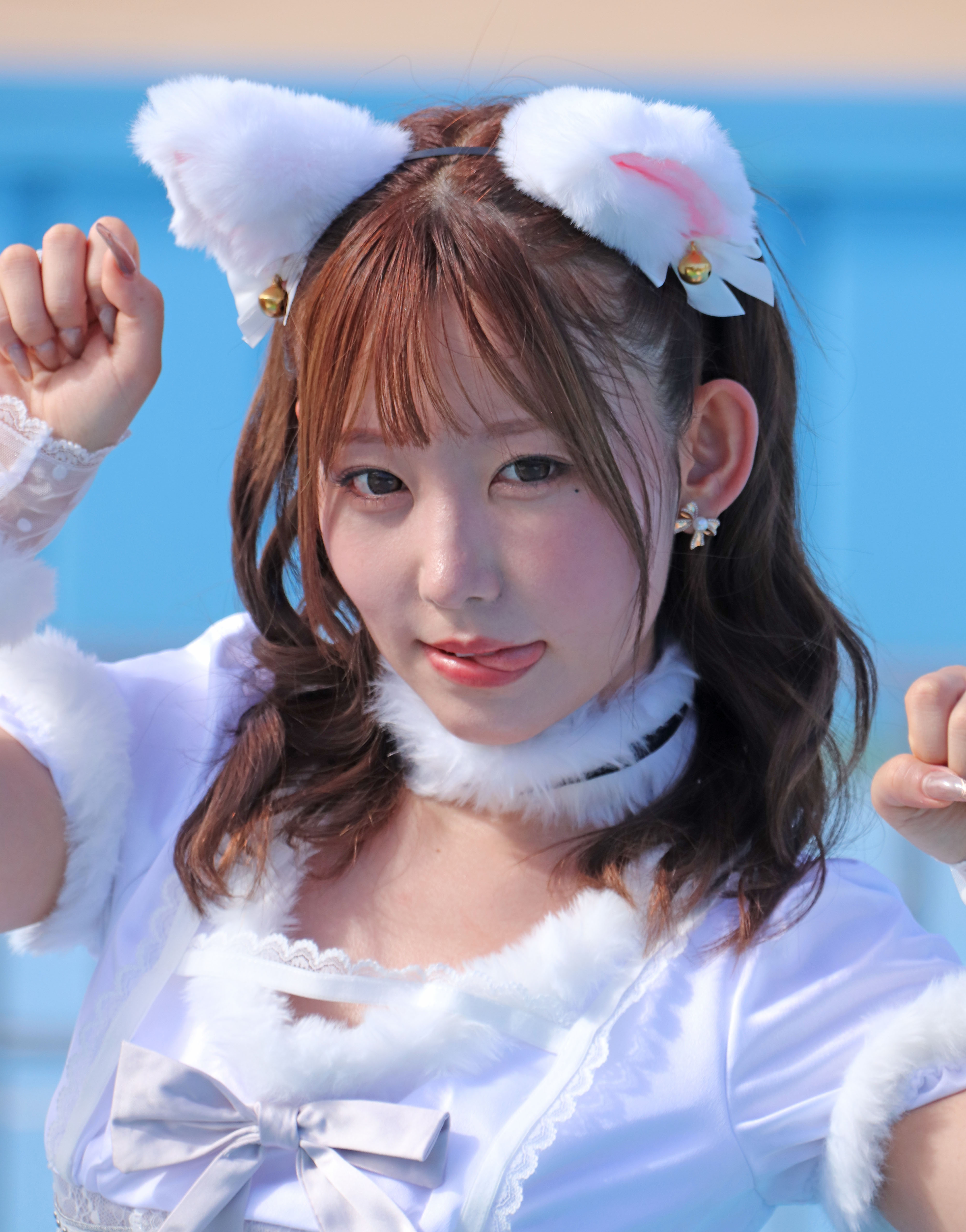
2024年 TREND GIRLSイベントにて

2024年4月にニュースサイト・WWSチャンネルで「今年最も飛躍すると期待される女優」として取り上げた。同年4月27日には埼玉県・しらこばと水上公園で開催された「SPLASH SUMMER × 近代麻雀水着祭2024」に出演。同イベント内で行われた水着ブランド『sugar』とのタイアップ・ファッションショー『sugar COLLECTION』では水着モデルとしてランウェイを歩いた。
2024年7月1日より、ティーパワーズへ事務所を移籍。
同年8月28日、三軒茶屋グレープフルーツムーンで行われたMilky Pop Generation主催の音楽イベント「月で逢いましょうvol.101」に出演。初のワンマンライブを行い、9曲を歌唱した。
同年9月15日には、埼玉県・しらこばと水上公園で開催された『TREND GIRLS 撮影会 2024』内で行われた「TREND GIRLSファッションショー」に参加し、ランウェイを歩いた。
同年11月22日から24日にタイで開催される「AEEアジアエンターテイメントエキスポ2024」に招待されるなど、アジア圏での人気の高さをみせた。

## 人物
東京都出身。
趣味は映画鑑賞、特技は手芸。
AV女優になったきっかけは、紺野ひかると紗倉まなに憧れて。
ハローキティ好きが高じて白猫コスプレをすることが多いことから、「人間HELLO KITTY」の異名を持つ。

## 作品
◎はBD版発売作品。

### アダルトDVD
- 新人 プレステージ専属デビュー 七嶋舞（6月4日、プレステージ）
- 美少女と、貸し切り温泉と、濃密性交と。 14（7月2日、プレステージ）
- 顔射の美学 15（8月6日、プレステージ）
- 新・絶対的美少女、お貸しします。 ACT.105（9月3日、プレステージ）
- アオハル 制服美少女と完全主観で過ごす性春3セックス。 #08（10月1日、プレステージ）
- 本番オーケー!? 噂の裏ピンサロ 18（11月5日、プレステージ）
- 天然成分由来 七嶋舞 汁120% 75（12月3日、プレステージ）

- 七嶋舞の極上筆おろし 44 童貞ガチ素人3名全員マ○コで卒業 射精率120%（1月7日、プレステージ）
- 女子マネージャーは、僕達の性処理ペット。 043（2月4日、プレステージ）
- 「なまめかしい」オイルまみれ3本番（3月4日、プレステージ）
- 【プレステージ20周年特別企画】 家まで送ってイイですか? × 七嶋舞（4月1日、プレステージ）
- 中出し 射精執行官 10 七嶋舞（5月6日、プレステージ）
- 風俗タワー 性感フルコース3時間SPECIAL ACT40 七嶋舞（6月3日、プレステージ）
- なまなかだし 45 七嶋舞 ドロッドロの精子を注入する、特濃10連発!!（7月1日、プレステージ）
- ※胸糞NTR 最悪の鬱勃起映像 幸せを約束した大好きな彼女がおっさんに寝取られて、壊されました。七嶋舞（8月5日、プレステージ）
- 人生初・トランス状態 激イキ絶頂セックス 63 七嶋舞（9月2日、プレステージ）
- 七嶋舞 8時間 BEST PRESTIGE PREMIUM TREASURE vol.01（9月9日、プレステージ）※単体ベスト
- 学校で1番可愛い教え子に射精管理されています。ドSJ●に毎日弄ばれる担任教師 七嶋舞（10月7日、プレステージ）
- 絶対的下から目線 おもてなし庵 22 可憐小町 七嶋舞（11月4日、プレステージ）
- もっと、汁 120% 七嶋舞（12月2日、プレステージ）

- ひたすら生でハメまくる、終らない中出し性交。七嶋舞（1月6日、プレステージ）
- 絶頂ランジェリーナ スレンダーボディを際立たせる極上のランジェリー性交 七嶋舞（2月3日、プレステージ）
- 働く痴女系お姉さん vol.21 七嶋舞（3月3日、プレステージ）
- リミットブレイクSEX 絶対的美少女の殻をブチ破るドM覚醒3性交 VOL.05 七嶋舞（4月21日、プレステージ）
- 風俗タワー PREMIUM ACT.07 濃厚中出しSEX 七嶋舞（5月5日、プレステージ）
- 何もない田舎で幼馴染と、汗だく濃厚SEXするだけの毎日。 case.09 七嶋舞（6月2日、プレステージ）
- 超! 透け透けスケベ学園 CLASS 18 七嶋舞（7月7日、プレステージ）
- 帰省した童貞の僕を痴女ってくる 小悪魔いとこ 七嶋舞（8月4日、プレステージ）
- まだ絶対イケるよ! vol.05 七嶋舞（9月1日、プレステージ）
- 七嶋舞 8時間 BEST PRESTIGE PREMIUM EXCLUSIVE vol.02（9月15日、プレステージ）※単体ベスト
- 中出し やりたい放題 13 七嶋舞（10月6日、プレステージ）
- 唇が溶けるほどのベロキス性交 七嶋舞（11月3日、プレステージ）
- どちゃくそエロい最高級ギャルと中出ししまくった、あの夜。 06 七嶋舞（12月1日、プレステージ）

- 七嶋舞流 HOW TO SEX!! 保健室の先生が身体を使って性指導! 絶対セイキョウイク（1月5日、プレステージ）
- スプラッシュまい 七嶋舞（2月2日、プレステージ）
- 密室 密着空間で体温と吐息が溶け合うゼロ距離SEX 七嶋舞（3月1日、プレステージ）
- 七嶋舞 8時間 BEST PRESTIGE PREMIUM EXCLUSIVE vol.03（3月29日、プレステージ）※単体ベスト
- ねっちょりセックスに溺れる文系女子。粘着性高湿度サイレントセックス 七嶋舞（4月5日、プレステージ）
- スポコス汗だくSEX4本番! 体育会系 act.32 七嶋舞（5月3日、プレステージ）
- 子宮で欲しがる七嶋舞の中出し懇願 4シチュエーション（6月7日、プレステージ）
- 七嶋舞 8時間 BEST PRESTIGE PREMIUM EXCLUSIVE vol.04（7月5日、プレステージ）※単体ベスト
- 完全主観 × 鬼イカせ イッても止めない激FUCK!!! 追撃5,000ピストン 七嶋舞（7月19日、プレステージ）
- 新人教師が完堕ちするまでぶっ壊された ずぶ濡れ性交 七嶋舞（8月2日、プレステージ）
- 素人くんと丸1日2人きり。七嶋舞（9月20日、プレステージ）
- 女子アスリート 灼熱・発汗3SEX Act.04 七嶋舞（10月4日、プレステージ）
- 今日も清楚ぶって看護師してます。 七嶋舞（11月1日、プレステージ）
- 隣に引っ越してきたカップルの女は、このあと滅茶苦茶ヤらせてくれる。～彼氏の目を盗んで僕を誘惑 迫られ時短で濃厚SEX～ 七嶋舞（12月6日、プレステージ）
- 七嶋舞 8時間 BEST PRESTIGE PREMIUM EXCLUSIVE vol.05（12月20日、プレステージ）※単体ベスト

- おじさんが好き とびっきり美少女とイチャベロ3本番 七嶋舞（1月17日、プレステージ）
- 絶対忠実秘書 七嶋舞（2月7日、プレステージ）
- 大人をナメてる生意気マ●コに激ピスわからせっくすシてやったw 七嶋舞（3月7日、プレステージ）
- まくらの女 「あの… セックスするので入会してくれませんか…?」 七嶋舞（4月4日、プレステージ）
- FETISH TOKYO 七嶋舞（5月2日、プレステージ）
- 「私、セックスが本当に好きなんです…。」 case.04 七嶋舞（6月6日、プレステージ）
- 神テクたったの10分間我慢することが出来れば…ご褒美なま中出し 七嶋舞（7月4日、プレステージ）
- 七嶋舞 8時間 BEST PRESTIGE PREMIUM EXCLUSIVE vol.06（7月18日、プレステージ）※単体ベスト
- SEX力を鍛えて差をつけろ エロ過ぎ小悪魔トレーナー 七嶋舞（8月1日、プレステージ）

### アダルト配信限定
- 【初撮り】【ピュア少女の底知れぬエロス】【もっちり若尻】大人の世界をもっと体験してみたい好奇心旺盛な美少女JD。一度スイッチが入ると止まらない、むっつり美少女の性欲解放SEXは必見!ネットでAV応募→AV体験撮影 1537（5月15日、シロウトTV）※「舞」名義

### イメージDVD / BD
- Mai Seven-colored dancing 七嶋舞（2022年5月5日、REbecca）◎
- Mai2 奄美の空に架かる虹 七嶋舞（2024年3月21日、REbecca）◎
- Mai3 きまぐれプリティキャット 七嶋舞（2025年2月20日、REbecca）◎
- Mai4 はにかみアフタヌーン 七嶋舞（2025年7月17日、REbecca）◎

### 写真集
- Rainbow 七嶋舞写真集（2024年3月22日、竹書房、撮影：篠原潔）ISBN 978-4-8019-3917-2 [13]

### デジタル写真集
- My impressions 七嶋舞（9月17日、プレステージ出版、撮影：C:TAKERU）※【グラビア写真集】と【ヌード写真集】の2種類あり。

- Mai Seven-colored dancing（6月19日、REbecca）
- 激写美女 七嶋舞（9月23日、プレステージ出版）
- 夏に舞うかげろう 七嶋舞（10月14日、プレステージ出版、撮影：松田忠雄）※【グラビア写真集】と【ヌード写真集】の2種類あり。

- PRESTIGE POSE MESSAGE 七嶋舞 01（2月16日、プレステージ出版）
- PRESTIGE POSE MESSAGE 七嶋舞 02（2月23日、プレステージ出版）
- PRESTIGE POSE MESSAGE 七嶋舞 03（3月8日、プレステージ出版）
- PRESTIGE POSE MESSAGE 七嶋舞 04（4月5日、プレステージ出版）
- PRESTIGE POSE MESSAGE 七嶋舞 05（4月12日、プレステージ出版）
- PRESTIGE POSE MESSAGE 七嶋舞 06（5月3日、プレステージ出版）
- PRESTIGE POSE MESSAGE 七嶋舞 07（6月7日、プレステージ出版）
- PRESTIGE POSE MESSAGE 七嶋舞 08（6月14日、プレステージ出版）
- PRESTIGE POSE MESSAGE 七嶋舞 09（6月28日、プレステージ出版）
- PRESTIGE POSE MESSAGE 七嶋舞 10（7月12日、プレステージ出版）
- PRESTIGE POSE MESSAGE 七嶋舞 12（8月23日、プレステージ出版）
- 七嶋舞 冷やしおっぱいはじめました 週刊ポストデジタル写真集（8月30日、小学館、撮影：LUCKMAN）[14]
- PRESTIGE POSE MESSAGE 七嶋舞 13（8月30日、プレステージ出版）
- PRESTIGE POSE MESSAGE 七嶋舞 11（9月6日、プレステージ出版）
- PRESTIGE POSE MESSAGE 七嶋舞 14（9月20日、プレステージ出版）
- PRESTIGE POSE MESSAGE 七嶋舞 15（10月11日、プレステージ出版）
- 七嶋舞 撮り下ろしBEST PREMIUM EXCLUSIVE CUT vol.01（10月25日、プレステージ出版）※【グラビア写真集】と【ヌード写真集】の2種類あり。未公開カットを収録した作品集。
- PRESTIGE POSE MESSAGE 七嶋舞 16（11月1日、プレステージ出版）
- PRESTIGE POSE MESSAGE 七嶋舞 17（11月29日、プレステージ出版）
- PRESTIGE POSE MESSAGE 七嶋舞 18（12月13日、プレステージ出版）

- More Exciting Girls 七嶋舞デジタル写真集（2月28日、文友舎、撮影：前村竜二）

## 製品

### カレンダー
- 七嶋舞 2025年カレンダー（2024年10月26日、トライエックス）
- 卓上 七嶋舞 2025年カレンダー（2024年10月26日、トライエックス）

### トランプ
- PRESTIGE Playing card vol.1（2024年3月29日、プレステージ）※専属女優11名の写真を使用したプレステージ公式トランプ。数量限定販売。
- PRESTIGE Playing card ver.2（2025年3月28日、プレステージ）※専属女優10名の写真を使用したプレステージ公式トランプ。シリアルナンバー入りケース付き。数量限定生産。

## 出演

### ラジオ
- ザ・マミィの今一歩、前へ（2023年3月6日‐3月27日、2024年3月11日、3月18日、9月9日、9月17日、12月30日、2025年1月6日、1月13日、文化放送）
- TREND WAVE（2025年3月2日[15] - 4月6日[注 1]、FM FUJI） - パーソナリティ

### イベント
- 新規プロジェクトキックオフミーティング（2025年2月24日、MAGNET by SHIBUYA109 スクランブルS）[17]

### 音楽イベント
- 月で逢いましょう vol.101（2024年8月28日、東京・三軒茶屋グレープフルーツムーン）[9]